# Zygmunt Kukla (piłkarz)
Zygmunt Kukla (ur. 21 stycznia 1948 w Nysie, zm. 18 maja 2016 w Mielcu) – polski piłkarz, bramkarz reprezentacji Polski na mundialu w Argentynie.

## Kariera sportowa
Ukończył Zasadniczą Szkołę Zawodową przy WSK Mielec. Z zawodu jest ślusarzem, blacharzem. Rozpoczął edukację w technikum, ale szkoły nie ukończył. Piłkarzem został w 1960, od 1964 był zawodnikiem juniorskiej jedenastki Stali Mielec, zdobył z nią tytuł wicemistrza Polski. Od roku 1966 grał w I drużynie Stali Mielec, z którą zdobył dwukrotnie mistrzostwo Polski w sezonach 1972/1973 oraz 1975/1976, ponadto grał w ćwierćfinałach Pucharu UEFA i Pucharze Europy Mistrzów Krajowych. W roku 1976, gdy selekcjonerem polskiej reprezentacji został Jacek Gmoch został powołany do reprezentacji narodowej. W sierpniu 1981 roku wyjechał do Grecji. Grał w Apollonie Ateny. Rozegrał tam 65 spotkań. Do kraju miał wrócić w grudniu tego samego roku, ale z powodu wprowadzenia stanu wojennego pozostał w Grecji. W greckim klubie grał przez dwa sezony.

## Życie po zakończonej karierze sportowej
Po powrocie do Polski w 1983 – a miał wtedy 35 lat – nie powrócił do kariery sportowej. Odrzucił propozycję pracy na stanowisku selekcjonera Stali i zatrudnił się jako robotnik fabryczny w WSK Mielec. W 1986 uległ ciężkiemu wypadkowi przy pracy. Wózek jezdniowy zmiażdżył mu nogę i groziła mu amputacja. Niecałe dwa lata spędził w szpitalach, ale nogi nie odcięto. Po wypadku dostał rentę. Gdy skończył 50 lat okazało się, że ma raka gardła. Po operacji i serii naświetlań rak został usunięty i od tego czasu nie rozwijał się.

## Życie prywatne
Miał dwoje dzieci: Syna Krzysztofa w Krakowie i córkę Justynę w Stanach Zjednoczonych oraz czworo wnucząt: Ziemowita, Anastazję, Natalię i Szymona. Mieszkał w 3-pokojowym mieszkaniu w bloku na osiedlu w Mielcu.

## Mecze w reprezentacji Polski
| l.p. | Data                 | Miejsce    | Przeciwnik | Rezultat | Rozgrywki       | Grał   | Uwagi |
| ---- | -------------------- | ---------- | ---------- | -------- | --------------- | ------ | ----- |
| 1.   | 16 października 1976 | Porto      | Portugalia | 2-0      | elim. MŚ 1978   | 90'    |       |
| 2.   | 31 października 1976 | Warszawa   | Cypr       | 5-0      | elim. MŚ 1978   | 90'    |       |
| 3.   | 24 sierpnia 1977     | Wiedeń     | Austria    | 1-2      | towarzyski      | od 46' |       |
| 4.   | 7 września 1977      | Wołgograd  | ZSRR       | 1-4      | towarzyski      | 90'    |       |
| 5.   | 22 marca 1978        | Luksemburg | Luksemburg | 3-1      | towarzyski      | od 46' |       |
| 6.   | 18 czerwca 1978      | Mendoza    | Peru       | 1-0      | MŚ 1978         | 90'    |       |
| 7.   | 21 czerwca 1978      | Mendoza    | Brazylia   | 1-3      | MŚ 1978         | 90'    |       |
| 8.   | 30 sierpnia 1978     | Helsinki   | Finlandia  | 1-0      | towarzyski      | 90'    |       |
| 9.   | 6 września 1978      | Reykjavík  | Islandia   | 2-0      | elim. Euro 1980 | 90'    |       |
| 10.  | 11 października 1978 | Bukareszt  | Rumunia    | 0-1      | towarzyski      | 90'    |       |
| 11.  | 15 listopada 1978    | Wrocław    | Szwajcaria | 2-0      | elim. Euro 1980 | 90'    |       |
| 12.  | 21 marca 1979        | Algier     | Algieria   | 1-0      | towarzyski      | 90'    |       |
| 13.  | 4 kwietnia 1979      | Chorzów    | Węgry      | 1-1      | towarzyski      | 90'    |       |
| 14.  | 18 kwietnia 1979     | Lipsk      | NRD        | 1-2      | elim. Euro 1980 | 90'    |       |
| 15.  | 2 maja 1979          | Chorzów    | Holandia   | 2-0      | elim. Euro 1980 | 90'    |       |
| 16.  | 29 sierpnia 1979     | Warszawa   | Rumunia    | 3-0      | towarzyski      | 90'    |       |
| 17.  | 12 września 1979     | Lozanna    | Szwajcaria | 2-0      | elim. Euro 1980 | 90'    |       |
| 18.  | 26 września 1979     | Chorzów    | NRD        | 1-1      | elim. Euro 1980 | 90'    |       |
| 19.  | 10 października 1979 | Kraków     | Islandia   | 2-0      | elim. Euro 1980 | 90'    |       |
| 20.  | 17 października 1979 | Amsterdam  | Holandia   | 1-1      | elim. Euro 1980 | 90'    |       |